# Bernhard Paul
Bernhard Paul (Lilienfeld, 20 maggio 1947) è un regista e circense austriaco.

## Biografia
Pronipote di Josef Weyl, librettista di Johann Strauss, Bernhard Paul nasce da una famiglia di artigiani e cresce a Wilhelmsburg nella Bassa Austria, dedicandosi per un periodo, dopo le scuole secondarie, a studi di ingegneria civile con l’obiettivo di entrare nella ditta di costruzioni di uno zio. Ma ben presto si rende conto che i suoi talenti risiedono altrove e intraprende un corso di studio all’Höhere Graphische Bundes-Lehr- und Versuchsanstalt, Istituto specialistico di Grafica a Vienna. Nel 1966 diviene per un breve periodo membro di Scientology da cui presto prende le distanze. Sempre nel campo della grafica diventa Art director di Profil Magazine. Nel 1976 fonda il Circo Roncalli ad oggi uno dei circhi più famosi d’Europa, il cui nome è ispirato al vescovo Angelo Roncalli, poi Papa Giovanni XXIII.

### Circo Roncalli
Nonostante il lavoro sicuro come grafico, il sogno di Bernhard Paul era quello di fondare un proprio circo, sogno che si concretizzò nel 1976 quando, insieme a André Heller, mise in piedi il Circo Roncalli, che si caratterizzava per una nuova concezione di spettacolo circense, alla luce dei cambiamenti che si stavano avviando nel mondo del circo in quegli anni a livello europeo. Purtroppo, le divergenze tra i due colleghi in fatto di spettacolo, portarono Heller alla decisione di abbandonare il progetto, lasciando il collega a portare avanti da solo l’impresa, che fallì nel giro di breve tempo. Solo intorno agli anni ’80 il Circo Roncalli riprese vita grazie alla tenacia di Paul, che diresse lo spettacolo per conto suo nella città di Colonia, dove spesso lavorava lui stesso nel ruolo del clown augusto Zippo. Nel 1986 il Roncalli diventa il primo circo della Germania ovest ad esibirsi in Unione Sovietica ed in seguito il primo a sostituire gli animali veri con ologrammi.

### Televisione
In collaborazione con Bernhard Paul e gli artisti del Circo Roncalli tra il 1986 e il 1987 è stato prodotto un programma televisivo in sei parti, dal titolo Roncalli; un ADR con Günther Maria Halmer e Günter Lamprecht. 

### Vita privata
Dal 1990 Bernhard Paul è sposato con l’artista Eliana Larible, sorella del celebre clown David Larible, con la quale ha avuto tre figli che sono apparsi per la prima volta in TV nel 2013 come acrobati sui pattini a rotelle, “Les Pauls”, nel programma Time is Honey.

## Collezione Circense
Bernhard Paul possiede una delle più vaste collezioni a tema circense presenti in Europa, che consta di vecchi costumi, centinaia di libri sul circo e sulla sua storia, poster e numerosi altri oggetti tra cui più di 10.000 litografie, e vecchie carovane da circo.

## Progetti
- Fondazione del giardino d'inverno varietà di Berlino (con André Heller) nel 1992
- Fondazione e unico operatore dell'Apollo Varieté di Roncalli a Düsseldorf (prima nuova costruzione di un teatro di varietà dopo la Seconda guerra mondiale)
- Il Flauto Magico di Mozart, codirettore in collaborazione con George Tabori
- Direttore dell'Oberhausen State Garden Show 1999
- "Höhner Rock'n Roncalli Show" dal 2000 a Colonia e in tournée
- Roncalli e The Kelly Family
- "Roncalli's Christmas Circus" nel Tempodrom di Berlino